# Generous
Generous est un cheval de course né en Irlande en 1988 et mort le 15 janvier 2013. il est issu de Caerleon et de Doff The Derby, par Master Derby.

## Carrière de courses
Generous passa deux fois aux ventes aux enchères, d'abord comme foal où il fut vendu pour 80 000 guinées, puis comme yearling, où le Prince Fahd bin Salman déboursa 200 000 guinées pour se l'offrir. Il débuta brillamment à deux ans en remportant son maiden[Quoi ?], mais dû attendre quatre courses pour renouer avec la victoire, échouant notamment dans le Prix Morny. La fin de l'année lui fut profitable puisqu'il s'octroya les Dewhurst Stakes où, complètement délaissé, il s'élança à 50/1[pas clair]. L'année suivante, il fit sa rentrée dans les 2000 Guinées, mais ne put faire mieux qu'une quatrième place en raison d'une blessure qui le handicapa durant le parcours. C'est seulement dans le Derby d'Epsom qu'il exprima tout son talent, l'emportant par cinq grandes longueurs et mettant fin à l’invincibilité du Français Hector Protector, qui ne tint pas la distance. Lors de sa sortie suivante, dans le Derby d'Irlande, on lui opposa un autre Français, Suave Dancer, auréolé de son titre de champion des 3 ans français grâce à sa victoire dans le Prix du Jockey Club devant Subotica, futur lauréat du Prix de l'Arc de Triomphe - preuve que cette génération née en 1988 était très relevée. Generous l'emporta franchement, par trois longueurs. Double Derby-winner, il n'allait pas en rester là, et conclure son odyssée anglaise en gagnant comme à la parade les King George VI and Queen Elizabeth Diamond Stakes par la bagatelle de sept longueurs. Cette succession de très grandes performances lui valut les commentaires les plus élogieux[réf. nécessaire]. Il ne lui restait plus qu'à asseoir sa domination en octobre Prix de l'Arc de Triomphe, pour conclure une année presque parfaite. Las, Generous échoua complètement dans la grande épreuve parisienne dont il était pourtant l'immense favori, et termina huitième de Suave Dancer alors que la légende lui tendait les bras. Néanmoins, la FIAH et Timeform lui accordèrent les ratings parmi les plus hauts jamais décernés : 137 pour l'une et 139 pour l'autre.

### Résumé de carrière
| Date         | Hippodrome   | Pays        | Course                               | Statut      | Distance    | Jockey      | Place       | Écart       | Vainqueur ou deuxième |
| 1990, 2 ans  | 1990, 2 ans  | 1990, 2 ans | 1990, 2 ans                          | 1990, 2 ans | 1990, 2 ans | 1990, 2 ans | 1990, 2 ans | 1990, 2 ans | 1990, 2 ans           |
| ------------ | ------------ | ----------- | ------------------------------------ | ----------- | ----------- | ----------- | ----------- | ----------- | --------------------- |
| 2 mai        | Ascot        | Royaume-Uni | Garter Stakes Graduation             | Maiden      | 1 000 m     | R. Quinn    | 1er / 6     | 1/2         | Les Animaux Nuages    |
| 19 juin      | Ascot        | Royaume-Uni | Coventry Stakes                      | Gr. 3       | 1 200 m     | W. Carson   | 2e / 13     | 2           | Mac's Imp             |
| 2 août       | Goodwood     | Royaume-Uni | Vintage Stakes                       | Gr. 3       | 1 400 m     | R. Quinn    | 3e / 6      | 4 ½         | Mukaddamah            |
| 19 août      | Deauville    | France      | Prix Morny                           | Gr. 1       | 1 200 m     | R. Quinn    | 10e / 12    | 13          | Hector Protector      |
| 18 septembre | Sandown Park | Royaume-Uni | Reference Pointer Stakes             |             | 1 600 m     | R. Quinn    | 1er / 4     | 1 ½         | Rahdari               |
| 19 octobre   | Newmarket    | Royaume-Uni | Dewhurst Stakes                      | Gr. 1       | 1 400 m     | R. Quinn    | 1er / 8     | 3/4         | Bog Trotter           |
| 1991, 3 ans  |              |             |                                      |             |             |             |             |             |                       |
| 4 mai        | Newmarket    | Royaume-Uni | 2000 Guineas                         | Gr. 1       | 1 600 m     | R. Quinn    | 4e / 14     | 8 ¾         | Mystiko               |
| 5 juin       | Epsom        | Royaume-Uni | Derby                                | Gr. 1       | 2 400 m     | A. Munro    | 1er / 13    | 5           | Marju                 |
| 30 juin      | Curragh      | Irlande     | Irish Derby                          | Gr. 1       | 2 400 m     | A. Munro    | 1er / 6     | 3           | Suave Dancer          |
| 27 juillet   | Ascot        | Royaume-Uni | King George VI & Queen Elizabeth St. | Gr. 1       | 2 400 m     | A. Munro    | 1er / 9     | 7           | Sanglamore            |
| 6 octobre    | Longchamp    | France      | Prix de l'Arc de Triomphe            | Gr. 1       | 2 400 m     | A. Munro    | 8e / 14     | 9 ¼         | Suave Dancer          |

## Au haras
La carrière d'étalon de Generous allait le conduire de l'Angleterre au Japon, puis en Nouvelle-Zélande avant un retour sur le sol anglais, en 2002. Generous a donné une dizaine de vainqueurs de courses de groupe, parmi lesquels deux lauréats de groupe 1, l'Anglaise Catella et l'Allemande Mystic Lips. Un score honorable, mais pas à la hauteur du palmarès de ce champion. Après avoir culminé à £ 25 000 en 2001, ses tarifs s'élèvent à £ 4 500 en 2007. 
Il meurt en janvier 2013.

## Origines
Generous est né du top-étalon Caerleon, vainqueur en son temps d'un Prix du Jockey-Club, et d'une jument issue d'une prestigieuse famille de l'élevage américain de Nelson Bunker Hunt, Doff The Derby, qui n'est autre que la sœur de Magravine (Hail To Reason), deuxième d'un Critérium des Pouliches, et surtout de Trillon, lauréate du Prix Ganay, deux fois placée dans le Prix de l'Arc de Triomphe, 2e du Prix de Diane et du Royal Oak, sacrée ensuite jument de l'année sur le gazon aux États-Unis, où elle prit plusieurs places dans des groupe 1 dont le Canadian International Stakes ou le Washington, D.C. International. Trillion brilla ensuite au haras en donnant la grande championne Triptych, la seule pouliche inscrite au palmarès des 2000 Guinées irlandaises, l'une de ses quelque 9 victoires de Groupe 1, mais aussi, entre autres, l'aïeule de l'inoubliable Trêve, double lauréate de l'Arc. 
Doff The Derby ne jure pas dans pareille famille, bien qu'elle ne put se mettre en évidence en compétition. Elle s'est avérée une grande poulinière, dont la riche descendance a continué de briller longtemps après sa disparition en 1999 puisque, outre Generous, elle revendique : 
- Strawberry Roan (par Sadler's Wells) : 2e des 1000 Guinées Irlandaises, 4e des Oaks. Mère de :
  - Green Dollar (Kingmambo), mère de :
    - Cape Dollar (Cape Cross) : Rockfel Stakes (Gr.2). 3e Prestige Stakes (Gr.3)..

  - Berry Blaze (Danehill Dancer) : 2e K.R.A Fillies Guineas (Gr.2, SAF), Gerald Rosenberg Stakes (Gr.2). 3e S.A. Fillies Classic (Gr.1), Woolavington 2000 (Gr.1).
- Imagine (Sadler's Wells) : Oaks, 1000 Guinées Irlandaises. Mère de :
  - Horatio Nelson (Danehill) : Prix Jean-Luc Lagardère, 2e Dewhurst Stakes.
  - Van Gogh (American Pharoah) : Critérium International. 2e Juvenile Stakes (Gr.2), Tyros Stakes (Gr.3), Autumn Stakes (Gr.3). 3e Irish 2000 Guineas.
  - Red Rock Canyon (Rock of Gibraltar) : 3e Tattersalls Gold Cup, Irish Champion Stakes.
  - Kitty Matcham (Rock of Gibraltar) : Rockfel St (Gr.2)
  - Viiscount Nelson (Giant's Causeway) : Al Fahidi Fort (Gr.2, UAE). 2ème Champagne Stakes (Gr.2). 3e Eclipse Stakes, Irish 2000 Guineas.
  - Point Piper (Giant's Causeway) : Longacres Mile Handicap (Gr.3).
- Wedding Bouquet (King's Lake) : Park Stakes (Gr.3), Monrovia Handicap (Gr.3). 2e National Stakes. 3e Phoenix International Stakes. Mère de :
  - Ventura (Spectrum), mère de :
    - Moonlight Cloud (Invincible Spirit) : triple lauréate du Prix Maurice de Gheest, Prix Jacques Le Marois, du Moulin de Longchamp, de la Forêt.
    - Cedar Mountain (Galileo) : 2e Sunset Handicap (Gr.2)
- Osumi Tycoon (Last Tycoon) : Yomiuri Milers Cup (Gr.2, JPN), Centaur Stakes (Gr.3). 2e Keio Hai Spring Cup (Gr.2)
- Shinko Hermès (Sadler's Wells), mère de : 
  - Er Nova (Sunday Silence) : 2e Sports Nippon Sho Stayers Stakes (Gr.2), 3e Queen Elizabeth II Commemorative Cup (Gr.1), Sankei Sho All Comers (Gr.2)
  - Lake Toya (Darshaan) : 3e Prix de Flore (Gr.3)
- Padua's Pride (Caerleon), le propre frère de Generous, qui fut vendu foal pour $ 4 400 000 en 1997, un record du monde à l'époque pour un foal.

### Pedigree
| Origines de Generous (IRE), mâle alezan né en 1988 | Origines de Generous (IRE), mâle alezan né en 1988 | Origines de Generous (IRE), mâle alezan né en 1988 | Origines de Generous (IRE), mâle alezan né en 1988 |
| -------------------------------------------------- | -------------------------------------------------- | -------------------------------------------------- | -------------------------------------------------- |
| Père Caerleon                                      | Nijinsky                                           | Northern Dancer                                    | Nearctic                                           |
| Père Caerleon                                      | Nijinsky                                           | Northern Dancer                                    | Natalma                                            |
| Père Caerleon                                      | Nijinsky                                           | Flaming Page                                       | Bull Page                                          |
| Père Caerleon                                      | Nijinsky                                           | Flaming Page                                       | Flaring Top                                        |
| Père Caerleon                                      | Foreseer                                           | Round Table                                        | Princequillo                                       |
| Père Caerleon                                      | Foreseer                                           | Round Table                                        | Knights Daughter                                   |
| Père Caerleon                                      | Foreseer                                           | Regal Gleam                                        | Hail to Reason                                     |
| Père Caerleon                                      | Foreseer                                           | Regal Gleam                                        | Miz Carol                                          |
| Mère Doff the Derby                                | Master Derby                                       | Dust Commander                                     | Bold Commander                                     |
| Mère Doff the Derby                                | Master Derby                                       | Dust Commander                                     | Dust Storm                                         |
| Mère Doff the Derby                                | Master Derby                                       | Madam Jerry                                        | Royal Coinage                                      |
| Mère Doff the Derby                                | Master Derby                                       | Madam Jerry                                        | Our Kretchen                                       |
| Mère Doff the Derby                                | Margarethen                                        | Tulyar                                             | Tehran                                             |
| Mère Doff the Derby                                | Margarethen                                        | Tulyar                                             | Neocracy                                           |
| Mère Doff the Derby                                | Margarethen                                        | Russ-Marie                                         | Nasrullah                                          |
| Mère Doff the Derby                                | Margarethen                                        | Russ-Marie                                         | Marguery (famille 4-n)                             |